# Fiscorn
|  | No s'ha de confondre amb Fliscorn. |

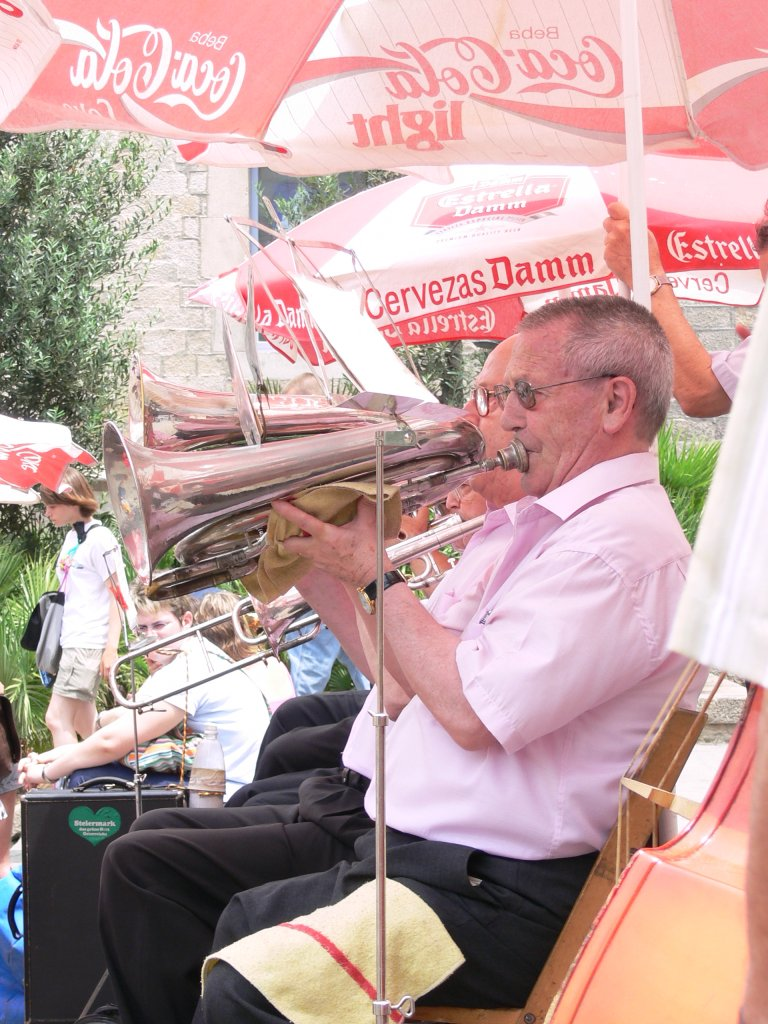
Fiscornaire de la Cobla Popular

El fiscorn és un instrument de la cobla. Es tracta d'un instrument de vent metall, és a dir amb embocadura de broquet, vàlvules i tub cònic, de la família dels flugelhorns. Els fiscorns de la cobla són flugelhorns barítons afinats en Do i amb la configuració típica de la banda: amb el pavelló o campana que mira cap endavant, com un gran bugle. Els intèrprets del fiscorn es designen com a fiscornaires o simplement com a fiscorns.
Actualment es troba en formacions musicals a Catalunya ja siguin cobles o grups de música tradicional.
El fiscorn va ser introduït a Catalunya fruit de la reforma de la cobla realitzada per Pep Ventura. Ventura impulsà l'arraconament del sac de gemecs o cornamusa -substituït per la tenora-, perfeccionà el tible i hi introduí el cornetí, el fiscorn i el contrabaix. Ell i altres autors anaven fent partitures i en cada una anaven assajant nous instruments i combinacions. Així va tenir lloc la introducció de les tres tenores, de les dues tenores (fórmula que es va consolidar), de les campanes i de les formacions de cinc fins a dotze músics. Va caldre cercar l'equilibri sonor i aquest es va trobar amb la formació "definitiva" de la cobla moderna (amb excepció de la substitució dels cornetins per trompetes i de la introducció de la tercera trompeta i del trombó).
El món dels fiscorns fins fa poc estava molt malament. Si se'n volia un, o se'n trobava un de vell o s'havia de comprar un August (estan afinats, però amb un so no gaire bo), un Rampone o un Consolat de Mar (desafinats i amb un so bastant dolent), fins que el constructor alemany J. Voigt començà a fer reproduccions del fiscorn Omniphon, del segle passat.
El fiscorn de cobla, la tessitura del qual segons la classificació alemanya seria la d'un Tenorhorn, modernament ha acabat anomenant-se spanisches Bassflügelhorn (flugel baix espanyol), ja que les úniques comandes d'aquest instrument els arriben d'Espanya, ja que els catalans en som actualment els únics usuaris del món.
Aquest instrument es pot estudiar com a instrument principal a l'ESMUC de Barcelona, al Conservatori Montserrat Caballé de Perpinyà, a l'Escola Municipal de Música Antoni Agramont de Castelló d'Empúries i al Conservatori de Música Isaac Albéniz de Girona.